# Escuelas Públicas de Joliet Distrito 86
Escuelas Públicas de Joliet Distrito 86 (Joliet Public Schools District 86) es un distrito escolar de Illinois, en la área metropolitana de Chicago. Tiene su sede en Joliet, y gestiona escuelas primarias y medias en Joliet. Los estudiantes del distrito 86 matriculan al Joliet Township High School District 204, que gestiona escuelas preparatorias (high schools).
En 2009 menos de 63% de los estudiantes del distrito 86 se clasificaron como de familias de bajos ingresos.